# Eduard Hanslick
Eduard Hanslick (Praga, 11 de setembro de 1825 — 6 de agosto de 1904) foi um escritor sobre assuntos musicais da Áustria, considerado o mais influente crítico musical do século XIX.

## Visão sobre a música

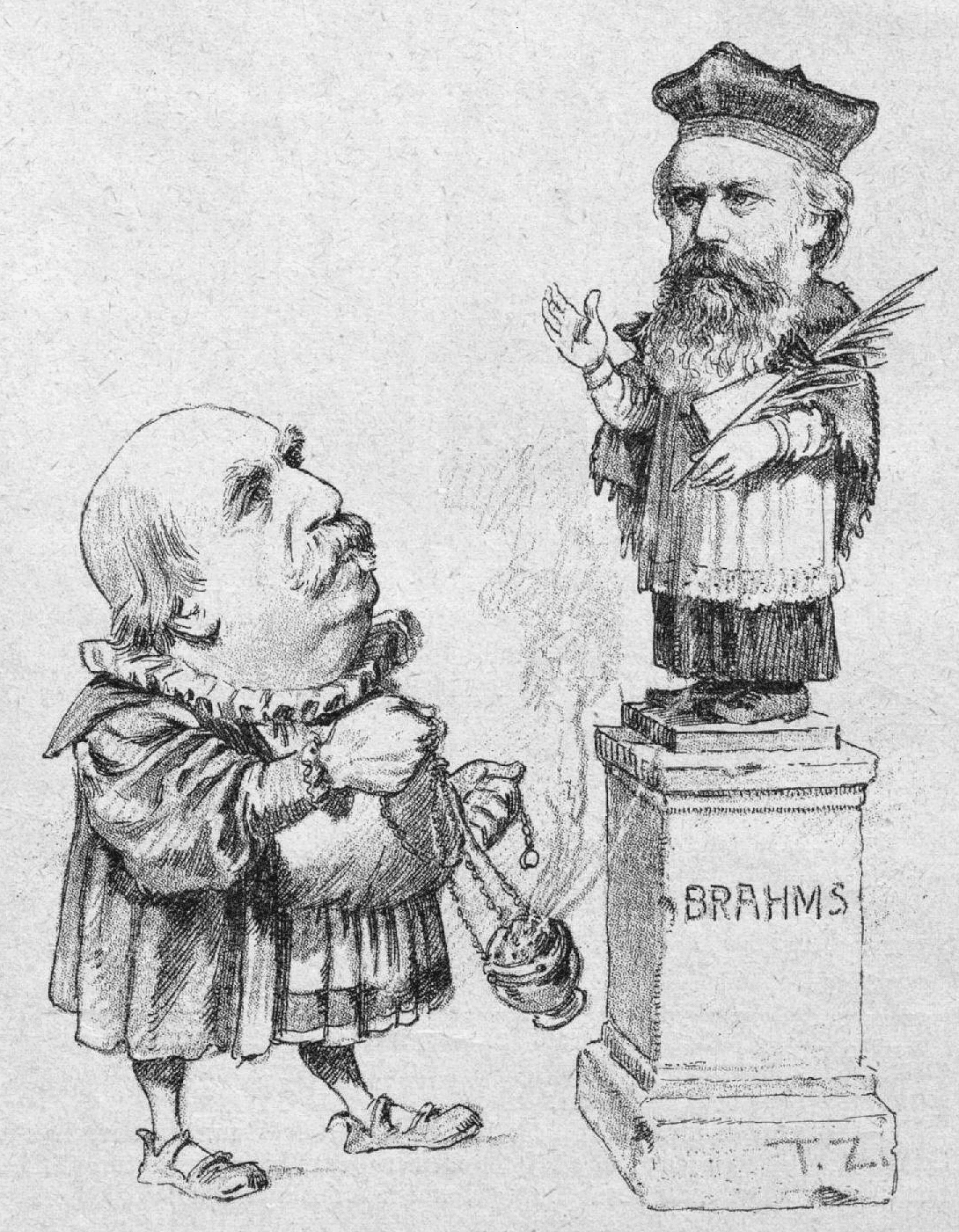
Eduard Hanslick oferecendo incenso a Brahms; cartoon da revista satírica vienense, Figaro, 1890

Os gostos de Hanslick eram conservadores; em suas memórias, ele disse que para ele a história musical realmente começou com Mozart e culminou em Beethoven, Schumann e Brahms. Ele é mais lembrado hoje por sua defesa crítica de Brahms em oposição à escola de Wagner, um episódio na história da música do século 19 às vezes chamado de Guerra dos Românticos. O crítico Richard Pohl, da Neue Zeitschrift für Musik, representou os compositores progressistas da "Música do Futuro".
Sendo um amigo próximo de Brahms desde 1862, Hanslick possivelmente teve alguma influência na composição de Brahms, muitas vezes conseguindo ouvir novas músicas antes de serem publicadas. Hanslick via a confiança de Wagner na dramaturgia e na pintura de palavras como inimiga da natureza da música, que ele pensava ser expressiva apenas em virtude de sua forma, e não por meio de quaisquer associações extramusicais. Por outro lado, ele se referiu à extramusicalidade quando perguntou: "Quando você toca as mazurcas de Chopin, não sente o ar pesaroso e opressor da Batalha de Ostroleka?" (Hanslick 1848, p. 157). O arcabouço teórico da crítica de Hanslick é exposto em seu livro de 1854, Vom Musikalisch-Schönen (On the Beautiful in Music), que começou como um ataque à estética wagneriana e se firmou como um texto influente, passando posteriormente por muitas edições e traduções em várias línguas. Outros alvos das fortes críticas de Hanslick foram Anton Bruckner e Hugo Wolf. Sobre o Concerto para Violino de Tchaikovsky, ele acusou compositor e solista Adolph Brodsky de colocar o público 'através do inferno' com a música ' que fede para o ouvido'; ele também foi morno em relação à Sexta Sinfonia do mesmo compositor.
Hanslick é conhecido como um dos primeiros críticos musicais amplamente influentes. Embora sua estética e sua crítica sejam normalmente consideradas separadamente, elas estão conectadas de maneira importante. Hanslick foi um oponente declarado da música de Liszt e Wagner, que quebrou as formas musicais tradicionais como um meio de comunicar algo extra-musical. Sua oposição à "música do futuro" é congruente com sua estética da música: o significado da música é a forma da música. É nesse sentido que Hanslick se tornou um dos campeões de Brahms e muitas vezes o colocou contra Wagner. Por essa razão, Brahms é muitas vezes erroneamente posicionado como sendo o próprio anti-wagneriano, uma interpretação histórica que desconsidera a admiração mútua de Brahms e Wagner.

## Vom Musikalisch-Schönen
Publicado pela primeira vez em 1854, On the Musically Beautiful é frequentemente referido como a base da estética musical moderna. Como tais afirmações são tipicamente exageradas, provavelmente é melhor considerá-las a codificação de tais noções de autonomia musical e organicismo. Essas ideias proliferaram na academia, na qual ele foi o primeiro professor de história e estética da música. É importante ressaltar que, embora este texto certamente estabeleça a base teórica para o formalismo musical, a análise formal é algo que o próprio Hanslick nunca fez.
Capítulo 1: Estética baseada em sentimentos
Este capítulo critica a estética permanente da música, à qual Hanslick se refere como a "estética do sentimento". Ele cita os seguintes autores para demonstrar “quão profundamente essas doutrinas [estética da emoção] se enraizaram”: Mattheson, Neidthardt, J.N. Forkel, J. Mosel, C.F. Michaelis, Marpurg, W. Heinse, J.J. Engel, J.Ph. Kirnberger, Pierer, G. Schilling, Koch, A. André, Sulzer, JW Boehm, Gottfried Weber, F. Hand, Amadeus Autodidaktus, Fermo Bellini, Friedrich Thiersch, A. v. Dommer e Richard Wagner. Ao encerrar sua lista de teóricos com Wagner, ele torna óbvio seu principal alvo crítico; Wagner publicou recentemente seu próprio ensaio, Opera and Drama, em 1851, no qual demonstra como sua técnica composicional expressa os sentimentos inerentes ao conteúdo e à forma da poesia. Em contraste, Hanslick afirma a autonomia da música, escrevendo, “O belo é e permanece belo embora não desperte nenhuma emoção, e embora não haja ninguém para olhar para ele. Em outras palavras, embora o belo exista para a gratificação de um observador, é independente dele”.
Capítulo 2: A representação de sentimentos não é tema de música
Hanslick postula que, uma vez que a emoção não está presente na música (objetiva), mas depende da interpretação do ouvinte (subjetiva), ela não pode ser a base para uma estética da música. Ele admite, no entanto, que a música pode “despertar sentimentos”, mas afirma que não pode “representá-los”.
Capítulo 3: O Belo da Música
Hanslick escreve: “A essência da música é som e movimento” e sugere que a base adequada para uma estética da música são “formas sonoramente móveis”. Além disso, ele sugere que essas formas se estendem, ou crescem, a partir de um tema musical livremente concebido. Ele escreve,
“A força inicial de uma composição é a invenção de algum tema definido, e não o desejo de descrever uma determinada emoção por meios musicais. Graças a esse poder primitivo e misterioso, cujo modo de ação estará para sempre escondido de nós, um tema, uma melodia lampeja na mente do compositor. A origem deste primeiro germe não pode ser explicada, mas deve simplesmente ser aceita como um fato. Depois de criar raízes na imaginação do compositor, imediatamente começa a crescer e se desenvolver; o tema principal é o centro ao redor do qual os ramos se agrupam de todas as maneiras concebíveis, embora sempre inequivocamente relacionados a ele. A beleza de um tema independente e simples apela ao nosso sentimento estético com aquela franqueza, que não tolera explicação, exceto, talvez, a de sua adequação inerente e a harmonia das partes, com a exclusão de qualquer fator estranho. Agrada por si mesma, como um arabesco, uma coluna ou algum produto espontâneo da natureza - uma folha ou uma flor”.
Capítulo 4: Análise da impressão subjetiva da música
Ele distingue entre o compositor, a obra musical como um objeto autônomo e a atividade do ouvinte. Ao discutir a concepção composicional inicial, ele cita as mulheres como exemplo de por que esse processo não pode ser emocional, mas deve ser intelectual. Ele escreve: “As mulheres são, por natureza, seres altamente emocionais, [mas] não alcançaram nada como compositoras”. Ele reconhece que os compositores possuem uma faculdade emocional altamente desenvolvida, mas que na música não é o "fator produtivo". Além disso, ele afirma: “Não é o sentimento real do compositor” que evoca sentimentos em um ouvinte, mas “as características puramente musicais de uma composição”. Em relação ao ouvinte, ele inclui uma longa discussão sobre a ciência da audição e suas limitações. Ele conclui, “Os teóricos que fundamentam o belo na música nos sentimentos que ela desperta constroem sobre um fundamento muito incerto, cientificamente falando, uma vez que são necessariamente muito ignorantes da natureza dessa conexão e podem, portanto, na melhor das hipóteses, apenas entrar em especulações e voos de fantasia. Uma interpretação da música baseada nos sentimentos não pode ser aceitável nem para a arte nem para a ciência”.
Capítulo 5: Uma audição estética como distinta de uma audição patológica de música
Ele identifica dois modos de escuta: ativo (“estético”) e passivo (“patológico”). O ouvinte ativo ouve música para descobrir o método de composição, enquanto para o ouvinte passivo a música é apenas som. Ele escreve,
“O fator mais importante do processo mental que acompanha o ato de ouvir música, e que a converte em fonte de prazer, é freqüentemente esquecido. Referimo-nos aqui à satisfação intelectual que o ouvinte obtém ao seguir e antecipar continuamente as intenções do compositor - agora, para ver suas expectativas satisfeitas, e agora, para se encontrar agradavelmente enganado. É natural que esse fluxo e refluxo intelectual, esse dar e receber perpétuo aconteça inconscientemente e com a rapidez dos relâmpagos. Somente aquela música pode produzir um prazer verdadeiramente estético que estimule e recompense o ato de seguir de perto os pensamentos do compositor, e que com perfeita justiça pode ser chamado de ponderação da imaginação”.
Capítulo 6: Música em sua relação com a natureza
Hanslick sugere: “A melodia é a 'força inicial', o sangue vital, a célula primitiva do organismo musical, com a qual a tendência e o desenvolvimento da composição estão intimamente ligados”; tanto a melodia quanto a harmonia são “conquistas do homem”. O ritmo, no entanto, e em particular a métrica dupla, ele acredita que é encontrado na natureza: "É o único elemento musical que a natureza possui, o primeiro de que temos consciência, e aquele com o qual a mente da criança e do selvagem se familiariza mais rapidamente." Ele continua a postular que a música é um produto da mente, não tendo nenhum precursor na natureza. Mesmo a música de um pastor não é natural, afirma ele, uma vez que foi inventada na mente do pastor, e a imitação de cucos em sinfonias, por exemplo, não deve ser considerada música, já que sua função não é musical, mas poética (ou seja, apontar para algo fora da música).
Capítulo 7: Forma e substância (assunto) aplicadas à música
Hanslick conclui que a ideia na música só pode ser puramente musical ("A música consiste em sucessões e formas de som, e somente estas constituem o sujeito"), e o valor de uma peça musical é determinado pela relação entre a ideia (pois exemplo o tema) e todo o trabalho. Ele escreve,
“Não podemos familiarizar ninguém com o 'assunto' de um tema, exceto tocando-o. O sujeito de uma composição não pode, portanto, ser entendido como um objeto derivado de uma fonte externa, mas como algo intrinsecamente musical; em outras palavras, como o conjunto concreto de sons em uma peça musical. Agora, como uma composição deve obedecer às leis formais da beleza, ela não pode correr arbitrariamente e ao acaso, mas deve desenvolver-se gradualmente com definição inteligível e orgânica, à medida que os botões se desenvolvem em flores ricas”.

## Obras (edições em alemão)
- Eduard Hanslick, "Vom Musikalisch-Schönen". Leipzig 1854 (online version)
- Eduard Hanslick, "Geschichte des Konzertwesens in Wien", 2 vol. Vienna 1869–70
- Eduard Hanslick, "Die moderne Oper", 9 vol. Berlin 1875–1900
- Eduard Hanslick, "Aus meinem Leben", 2 vol. Berlin 1894
- Eduard Hanslick, "Suite. Aufsätze über Musik und Musiker". Vienna 1884